# アジアリーグアイスホッケー
アジアリーグアイスホッケー（英語：Asia League Ice Hockey）は、日本、韓国の2か国のアイスホッケー連盟が参加して行われるプロクラブチームの国際リーグ戦。

## 試合
アジアリーグは一試合あたり20分×3ピリオドで二チームが対戦する。ピリオド間のインターバルは15分である。テレビ放送契約を行っているチームもあるが、NHLのようにTVタイムアウトはない。60分の試合終了時点で得点の多いチームが勝ちである。この時点で引き分けの場合、さらに5分の延長戦を行う。延長戦はゴールキーパー以外で各チーム3人のプレイヤーがプレーできる。延長戦が終わっても引き分けの場合は、各チーム5人(2016-17シーズンまでは3人)ずつでゲームウイニングショット(GWS)を、チームのゴール数に決着が着くまで行う。2008–09シーズン以前はシュートアウトは行わず、この段階で引き分けとしていた。プレーオフでは、GWSを行わず、どちらかのチームが先制した時点で終了の20分の延長戦を繰り返し行う。

## シーズン
アジアリーグのシーズンは三つに分けることができる。晩夏から初秋にかけてトレーニングキャンプとプレシーズン試合を行う。次に数ヶ月間のレギュラーシーズンが始まる。これはシーズンごとのスケジュールによって日程が異なる。最後にレギュラーシーズンの成績上位のチームがポストシーズンのプレーオフに進むことができる。プレーオフは勝ち抜きトーナメント戦で、各ラウンドを"規定勝ち数先取（いわゆる番勝負）"方式で決着を着ける。最後まで勝ち残ったチームがそのシーズンの優勝となる。
レギュラーシーズンはアジアリーグが開催されるほとんど毎シーズン変更される。最初のフルシーズンは各チームが他の全チームと６回あたる直近二回のシーズンを反映している。チーム数が年度ごとに変わっていたため、最初の二、三年はアンバランスであったスケジュールを毎年調整してきた。現在のスケジュールでは、全てのチームは三試合ずつ交代で相手チームや自分たちのチームのホームリンク回りながら試合を行う。移動回数を最小化するために、別の国で試合があるときは二週間滞在して、滞在国のチームと連続でアウェイを闘うが、中国がホームのチームは１つのみのため中国への遠征は各チーム一週間となる。日本での試合の場合、クレインズとイーグルスはホームリンクが近いため、アウェイのチームはこれらのチームと連続して闘い、次にブレイズとバックスとの試合が順に回ってくる。
レギュラーリーグの順位は勝ち点によって決められる。規定時間60分で勝ったチームは勝ち点３を得ることができる。その時点で引き分けの場合は両チームに勝ち点１が与えられ、延長やシュートアウトで勝ったチームには追加の勝ち点が与えられるが、負けても減点はない。
レギュラーシーズンが終わった時点で最も勝ち点の多いチームがレギュラーシーズンの優勝となる。レギュラーシーズンとポストシーズン（プレーオフ）の間にはこれまでは数週間の試合中断期間が取られてきた。レギュラーシーズンと同じく、プレーオフの方式も年度ごとに変わってきた。詳細は#年度ごとの大会を参照のこと。レギュラーシーズンが終わるとプレーオフのスケジュールが策定される。プレーオフの各ラウンドで、レギュラーシーズンの上位チームはホームリンクでの試合が多くなる利点を受けることができる。

## 表彰

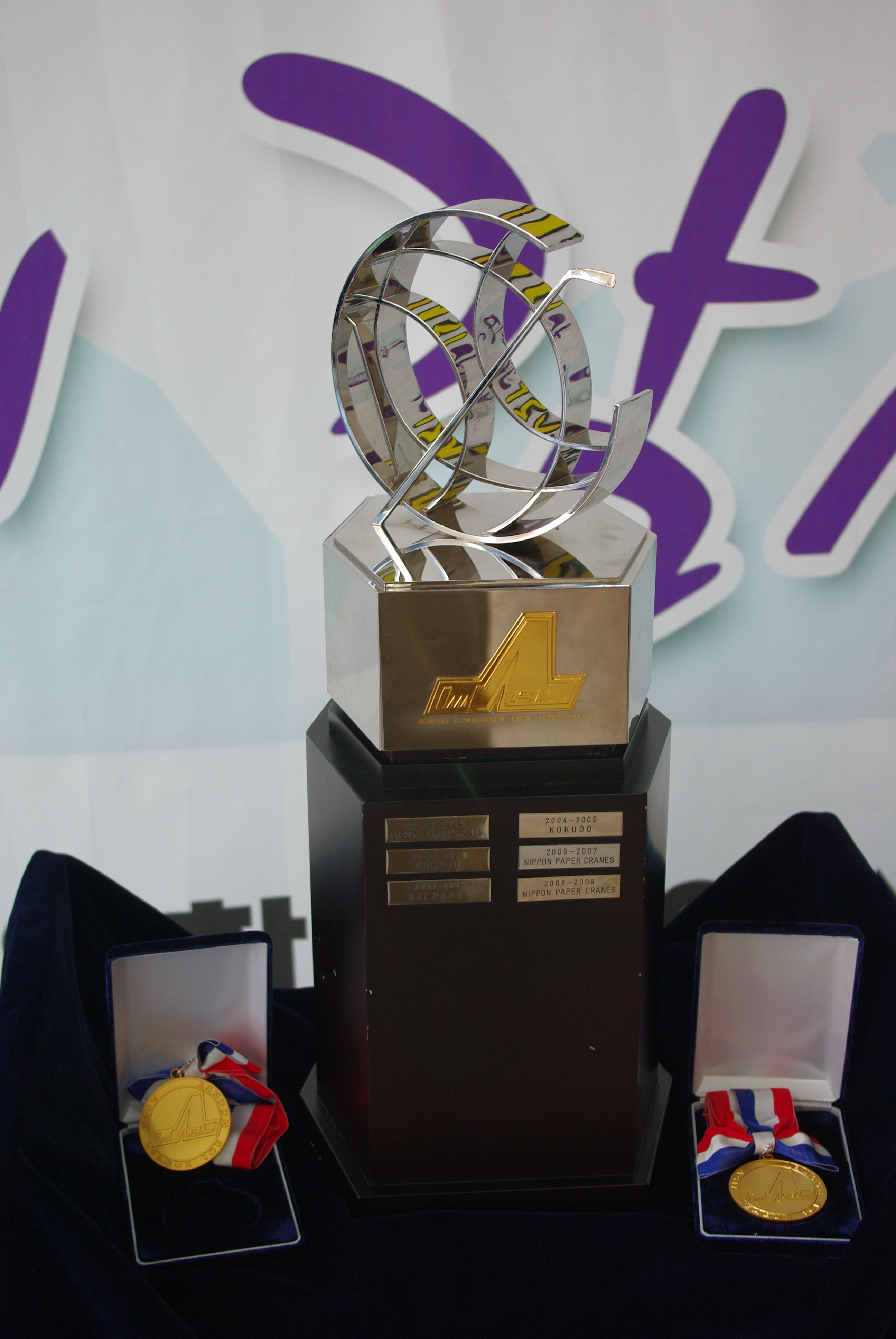
優勝チームには優勝トロフィーと金メダルが送られる。

アジアリーグではシーズンごとに優勝トロフィーの他に幾つかの表彰を行っている。2008–09シーズン以前はプレーオフ後に表彰が行われていたが、それ以降ではレギュラーシーズンとプレーオフの間の期間に表彰が行われる。表彰内容は最優秀選手、新人王、ベストゴーリー、ベストオフェンシブDF、ベストディフェンシブDF、ベストオフェンシブFW、ベストディフェンシブFW、ベストプレーメイキング、ベストホッケータウン、それにポイントランキングの最多得点、最多アシスト、最多ポイント、および優秀セーブ率GKの賞がある。ベストホッケータウン賞以外の賞は組織または個人がスポンサーである。

## チーム
アジアリーグ発足初期には12チームに拡大することが構想されていたが、いくつかのチームは財政難のために実現できなかった。
2019年11月韓国ハイワンが同年限りでアジアリーグから撤退すると発表した。韓国の春川市を拠点とするハイワンが脱退する意向をリーグ側に打診。
2020年10月、横浜GRITSが初参戦。本拠地は新横浜で”デュアルキャリア”しているのが特徴のチームとなった
2021年3月に韓国デミョンが3月いっぱいで解散すると発表。親会社はリゾート事業など営んでいたが、新型コロナウィルスの影響が経営に出ていた。
2021–22シーズンの参戦は本来は8チーム（日本5チーム、韓国2チーム、ロシア1チーム）であったが、新型コロナウィルス対策のため、韓国とロシアの3チームは出場休止扱いとなり、日本の5チームのみで争われた。
2022-23シーズンは日本5・韓国・ロシア各1で行う予定だったが、ロシアのウクライナへの侵攻に対しての制裁としてPSKサハリンを除名処分としたため、日本5・韓国1の6チームとなった。
2023-24シーズンはひがし北海道が活動停止（後に撤退）となり、日本4・韓国1の5チームに減った。
2025-26シーズンはスターズ神戸が初参戦予定
| チーム                     | 本拠地     | ホームリンク               | 創設年 | ALIH参加年 | 特記事項                              |
| -------------------------- | ---------- | -------------------------- | ------ | ---------- | ------------------------------------- |
| HLアニャン                 | 安養       | 安養アイスアリーナ         | 1994   | 2003       | 2020－21・2021-22シーズン出場休止扱い |
| H.C.栃木日光アイスバックス | 日光       | 日光霧降アイスアリーナ     | 1999   | 2003       |                                       |
| レッドイーグルス北海道     | 苫小牧     | 白鳥アリーナ               | 1925   | 2003       |                                       |
| 東北フリーブレイズ         | 八戸・郡山 | フラットアリーナ           | 2008   | 2009       |                                       |
| 横浜GRITS                  | 横浜       | KOSE新横浜スケートセンター | 2019   | 2020       |                                       |

### 歴代優勝チーム
| シーズン | チーム                            |
| -------- | --------------------------------- |
| 2003–04  | 日本製紙クレインズ                |
| 2004–05  | コクド                            |
| 2005–06  | コクド                            |
| 2006–07  | 日本製紙クレインズ                |
| 2007–08  | 王子製紙                          |
| 2008–09  | 日本製紙クレインズ                |
| 2009–10  | アニャンハルラ                    |
| 2010–11  | 東北フリーブレイズ アニャンハルラ |
| 2011–12  | 王子イーグルス                    |
| 2012–13  | 東北フリーブレイズ                |
| 2013–14  | 日本製紙クレインズ                |
| 2014–15  | 東北フリーブレイズ                |
| 2015–16  | アニャンハルラ                    |
| 2016–17  | アニャンハルラ                    |
| 2017–18  | アニャンハルラ                    |
| 2018–19  | サハリン                          |
| 2019–20  | サハリン                          |
| 2020–21  | 王子イーグルス                    |
| 2021–22  | レッドイーグルス北海道            |
| 2022–23  | HLアニャン                        |
| 2023–24  | HLアニャン                        |

## 外国籍選手枠
アジアリーグはアジア地域のホッケー振興のために行われる。チームのレベルが拮抗してチームが競い合い向上するよう、アジア以外からの外国人の加入はリーグ規定で定める少人数に限られる。この枠で優秀な選手を獲得すれば、よりリーグのレベルが高まり参加選手のスキル向上にもつながる。
2018-2019シーズン現在では各チームの外国人枠は一律3人であるが、日本・韓国・ロシア相互の選手は外国籍選手枠にカウントされない。そのため、ロシア国籍でコンチネンタルリーグなどで活躍した選手の獲得をしチーム力を向上させたチームもある。
過去においては各チームの実力を加味してその都度人数が定められていた(下記参照)。
NHL出身の選手は、グレッグ・パークス (en), エサ・ティッカネン (en), クリス・リンドバーグ (en), タービス・ハンセン (en), ショーン・ポディーン (en), ジェイソン・ポドーラン (en), デレク・プラント (en), スティーブ・マッケンナ (en), ジャロット・スカルディー (en), ジョエル・パーピック (en), タイソン・ナッシュ (en), ジェイミー・マクレナン (en), シェーン・エンディコット (en), ウェイド・ フラハティ (en), ケリー・フェアチャイルド (en), ブラッド・ティリー (en), リカルド・パーソン (en), ブライアン・ヤング (en), クロード・ルミュー (en), ブラッド・ファスト (en), リック・ジャックマン (en) そしてコール・ジャレット (en)などがいる。

## 年度ごとの大会

### 2003-2004年度シーズン（第1回）
大会は2003-2004年シーズンからスタート。この年度のみ日本は日本アイスホッケーリーグとの並行開催（実際は日本リーグ前期と後期の間に開催された）という形を取った。
結果
| 順位 | レギュラーリーグ     |
| ---- | -------------------- |
| 1    | 日本製紙クレインズ   |
| 2    | コクド               |
| 3    | ハルラウィニア       |
| 4    | 王子製紙             |
| 5    | HC日光アイスバックス |

### 2004-2005年度シーズン（第2回）
第2回の2004-2005年シーズン以後は、日本リーグが休止されアジアリーグに一本化。リーグ戦も9月から翌年3月の半年間の長期戦として一新された。
結果
| 順位 | レギュラーリーグ       | プレーオフ                  |
| ---- | ---------------------- | --------------------------- |
| 1    | 日本製紙クレインズ     | コクド                      |
| 2    | コクド                 | 日本製紙クレインズ          |
| 3    | ゴールデンアムール     | 王子製紙 ゴールデンアムール |
| 4    | 王子製紙               | 王子製紙 ゴールデンアムール |
| 5    | アニャンハルラウィニア |                             |
| 6    | 日光アイスバックス     |                             |
| 7    | ハルビン               |                             |
| 8    | チチハル               |                             |

### 2005-2006年度シーズン（第3回）
結果
- コクドが二年連続の優勝。

| 順位 | レギュラーリーグ           | プレーオフ                                        |
| ---- | -------------------------- | ------------------------------------------------- |
| 1    | 日本製紙クレインズ         | コクド                                            |
| 2    | アニャンハルラ             | 日本製紙クレインズ                                |
| 3    | コクド                     | アニャンハルラ 王子製紙                           |
| 4    | 王子製紙                   | アニャンハルラ 王子製紙                           |
| 5    | ノルディック・バイキングス | ノルディック・バイキングス 日光神戸アイスバックス |
| 6    | 日光神戸アイスバックス     | ノルディック・バイキングス 日光神戸アイスバックス |
| 7    | カンウォンランド           |                                                   |
| 8    | ハルビン                   |                                                   |
| 9    | チチハル                   |                                                   |

### 2006-2007年度シーズン（第4回）
結果
- 日本製紙クレインズがSEIBUプリンスラビッツを下し、3年ぶり2度目の優勝に輝く。

| 順位 | レギュラーリーグ       | プレーオフ                              |
| ---- | ---------------------- | --------------------------------------- |
| 1    | 日本製紙クレインズ     | 日本製紙クレインズ                      |
| 2    | 西武プリンスラビッツ   | 西武プリンスラビッツ                    |
| 3    | 王子製紙               | カンウォンランド 日光神戸アイスバックス |
| 4    | カンウォンランド       | カンウォンランド 日光神戸アイスバックス |
| 5    | アニャンハルラ         | 王子製紙 アニャンハルラ                 |
| 6    | 日光神戸アイスバックス | 王子製紙 アニャンハルラ                 |
| 7    | 浩沙                   |                                         |
| 8    | 長春富奥               |                                         |

### 2007-2008年度シーズン（第5回）

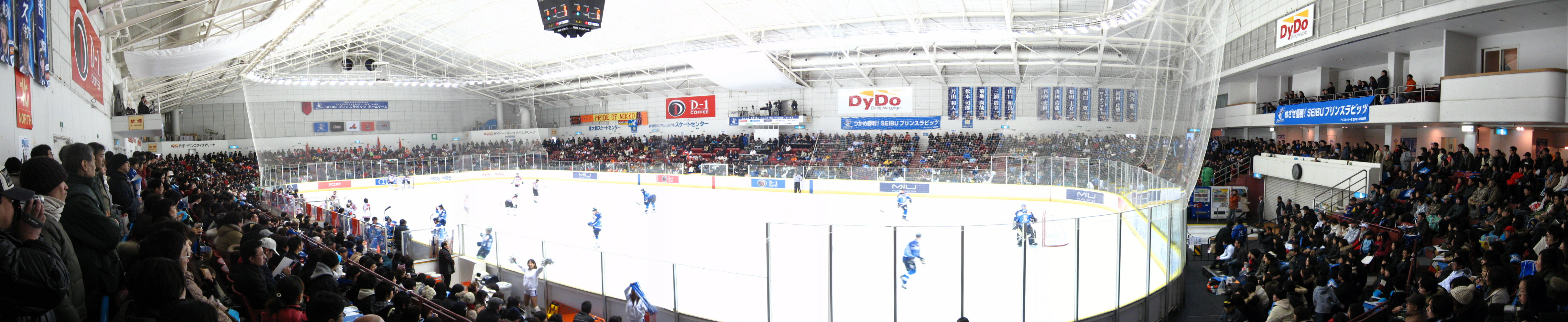
SEIBUプリンスラビッツVS日光アイスバックス戦（2008年1月27日、ダイドードリンコアイスアリーナ）

結果
- 王子製紙が日本製紙クレインズを下し初優勝。

| 順位 | レギュラーリーグ     | プレーオフ                        |
| ---- | -------------------- | --------------------------------- |
| 1    | 西武プリンスラビッツ | 王子製紙                          |
| 2    | HIgh1                | 日本製紙クレインズ                |
| 3    | 王子製紙             | 西武プリンスラビッツ HIgh1        |
| 4    | 日本製紙クレインズ   | 西武プリンスラビッツ HIgh1        |
| 5    | アニャンハルラ       | アニャンハルラ 日光アイスバックス |
| 6    | 日光アイスバックス   | アニャンハルラ 日光アイスバックス |
| 7    | 中国シャークス       |                                   |

### 2008-2009年度シーズン（第6回）
参加チーム
- 王子製紙がチーム名を「王子イーグルス」に改称。
- 中国シャークスの日本語表記を「チャイナシャークス」に変更。

結果
- プレーオフ決勝はファーストラウンドでHigh1を、セミファイナルで安養ハルラを破った日本製紙クレインズとセミファイナルで王子イーグルスを破ったSEIBUプリンス ラビッツとの対戦になり、日本製紙クレインズが4勝3敗で優勝を決めた。

| 順位 | レギュラーリーグ     | プレーオフ                          |
| ---- | -------------------- | ----------------------------------- |
| 1    | アニャンハルラ       | 日本製紙クレインズ                  |
| 2    | 西武プリンスラビッツ | 西武プリンスラビッツ                |
| 3    | 王子イーグルス       | アニャンハルラ 王子イーグルス HIgh1 |
| 4    | 日本製紙クレインズ   | アニャンハルラ 王子イーグルス HIgh1 |
| 5    | HIgh1                | アニャンハルラ 王子イーグルス HIgh1 |
| 6    | チャイナシャークス   |                                     |
| 7    | 日光アイスバックス   |                                     |

### 2009-2010年度シーズン（第7回）
参加チーム
- SEIBUプリンスラビッツが撤退
- チャイナシャークスが「チャイナドラゴン」に改称（NHLサンノゼ・シャークスが日本人と外国籍選手を中心としたチーム運営を行おうとしたため、中国協会側から提携を解消）。
- 「東北フリーブレイズ」が新規参入。

結果
- 優勝は韓国のハルラで、韓国勢（というよりも日本以外のチーム）として初優勝だった。

| 順位 | レギュラーリーグ   | プレーオフ           |
| ---- | ------------------ | -------------------- |
| 1    | アニャンハルラ     | アニャンハルラ       |
| 2    | 王子イーグルス     | 日本製紙クレインズ   |
| 3    | 日本製紙クレインズ | 王子イーグルス HIgh1 |
| 4    | HIgh1              | 王子イーグルス HIgh1 |
| 5    | 東北フリーブレイズ |                      |
| 6    | 日光アイスバックス |                      |
| 7    | チャイナドラゴン   |                      |

### 2010-2011年度シーズン（第8回）
参加チーム
- 前年度と同じ。

結果
- プレーオフファイナル（フリーブレイズ対ハルラ。第1戦から第3戦は福島県郡山市で開催予定）の第1戦前日に東北地方太平洋沖地震が発生。韓国で開催予定だった第4戦・第5戦を含め全試合中止。このためフリーブレイズとハルラの両チームが優勝となった。

| 順位 | レギュラーリーグ   | プレーオフ                        |
| ---- | ------------------ | --------------------------------- |
| 1    | 王子イーグルス     | 東北フリーブレイズ アニャンハルラ |
| 2    | 日本製紙クレインズ | 東北フリーブレイズ アニャンハルラ |
| 3    | 東北フリーブレイズ | 王子イーグルス 日本製紙クレインズ |
| 4    | アニャンハルラ     | 王子イーグルス 日本製紙クレインズ |
| 5    | HIgh1              |                                   |
| 6    | 日光アイスバックス |                                   |
| 7    | チャイナドラゴン   |                                   |

### 2011-2012年度シーズン（第9回）
参加チーム
- 前年度と同じ。

結果
- 日光アイスバックスがチームとして初のプレーオフファイナル進出。
- 王子イーグルスが2度目の優勝。

| 順位 | レギュラーリーグ   | プレーオフ                        |
| ---- | ------------------ | --------------------------------- |
| 1    | 王子イーグルス     | 王子イーグルス                    |
| 2    | アニャンハルラ     | 日光アイスバックス                |
| 3    | 日光アイスバックス | アニャンハルラ 日本製紙クレインズ |
| 4    | 日本製紙クレインズ | アニャンハルラ 日本製紙クレインズ |
| 5    | High1              |                                   |
| 6    | 東北フリーブレイズ |                                   |
| 7    | チャイナドラゴン   |                                   |

### 2012-2013年度シーズン（第10回）
9月8日開幕。
参加チーム
- 前年度と同じ

出来事
- 9月23,24,26日に予定されていた上海でのチャイナドラゴン対日本製紙クレインズ戦が政治情勢により1月11,12,14日に延期された。[21]
- 10月4,5,7,8日に予定されていた上海でのチャイナドラゴン対王子イーグルス戦が政治情勢により11月13,14日,12月29,30日に延期された。[22]
- 12月29,30日に延期分の試合が予定されていた上海でのチャイナドラゴン対王子イーグルス戦がチャイナドラゴンの過密日程により翌2013年2月2,3日に再延期された。[23]

結果
- 東北フリーブレイズが2度目の優勝。詳細はアジアリーグアイスホッケー2012-2013を参照。

| 順位 | レギュラーリーグ   | プレーオフ                        |
| ---- | ------------------ | --------------------------------- |
| 1    | 王子イーグルス     | 東北フリーブレイズ                |
| 2    | 東北フリーブレイズ | 王子イーグルス                    |
| 3    | 日本製紙クレインズ | 日本製紙クレインズ アニャンハルラ |
| 4    | アニャンハルラ     | 日本製紙クレインズ アニャンハルラ |
| 5    | 日光アイスバックス |                                   |
| 6    | High1              |                                   |
| 7    | チャイナドラゴン   |                                   |

### 2013-2014年度シーズン（第11回）
9月7日開幕。
参加チーム
- デミョンサンム（大明尚武）が新たに参戦[24]、8チームとなる。
  - 尚武アイスホッケーチームは韓国での平昌オリンピックの開催に伴い、兵役の間も強化する為のチームが復活した形となった。

結果
- 日本製紙クレインズが4度目の優勝。

| 順位 | レギュラーリーグ   | プレーオフ         |
| ---- | ------------------ | ------------------ |
| 1    | 王子イーグルス     | 日本製紙クレインズ |
| 2    | デミョンサンム     | 王子イーグルス     |
| 3    | 日本製紙クレインズ | デミョンサンム     |
| 4    | High1              | High1              |
| 5    | 東北フリーブレイズ |                    |
| 6    | アニャンハルラ     |                    |
| 7    | 日光アイスバックス |                    |
| 8    | チャイナドラゴン   |                    |

### 2014-2015年度シーズン（第12回）
9月6日開幕。
参加チーム
ロシア「サハリンシーライオンズ」(後にHCサハリン、PSKサハリンとチーム名称は変わるが運営母体は同じ)を加え9チームにて行う。ロシアからの出場は第2回のゴールデンアムール以来10年ぶりになる。
結果
- 東北フリーブレイズが3度目の優勝。

| 順位 | レギュラーリーグ   | プレーオフ         |
| ---- | ------------------ | ------------------ |
| 1    | アニャンハルラ     | 東北フリーブレイズ |
| 2    | サハリン           | アニャンハルラ     |
| 3    | 東北フリーブレイズ | サハリン           |
| 4    | 王子イーグルス     | High1              |
| 5    | High1              | 王子イーグルス     |
| 6    | 日本製紙クレインズ |                    |
| 7    | デミョンサンム     |                    |
| 8    | 日光アイスバックス |                    |
| 9    | チャイナドラゴン   |                    |

### 2015-2016年度シーズン（第13回）
結果
- アニャンハルラが3度目の優勝。

| 順位 | レギュラーリーグ   | プレーオフ         |
| ---- | ------------------ | ------------------ |
| 1    | アニャンハルラ     | アニャンハルラ     |
| 2    | サハリン           | サハリン           |
| 3    | 日本製紙クレインズ | 日本製紙クレインズ |
| 4    | 王子イーグルス     | 東北フリーブレイズ |
| 5    | 東北フリーブレイズ | 王子イーグルス     |
| 6    | 日光アイスバックス | 日光アイスバックス |
| 7    | High1              |                    |
| 8    | デミョンサンム     |                    |
| 9    | チャイナドラゴン   |                    |

### 2016-2017年度シーズン（第14回）
8月27日開幕。
参加チームデミョンサンムが撤退し、「デミョンキラーホエールズ」が入れ替わる形で参戦。
結果
- アニャンハルラが2年連続4回目の優勝。

| 順位 | レギュラーリーグ         | プレーオフ         |
| ---- | ------------------------ | ------------------ |
| 1    | アニャンハルラ           | アニャンハルラ     |
| 2    | サハリン                 | サハリン           |
| 3    | 王子イーグルス           | 東北フリーブレイズ |
| 4    | 東北フリーブレイズ       | 日光アイスバックス |
| 5    | 日本製紙クレインズ       | 王子イーグルス     |
| 6    | 日光アイスバックス       | 日本製紙クレインズ |
| 7    | High1                    |                    |
| 8    | デミョンキラーホエールズ |                    |
| 9    | チャイナドラゴン         |                    |

### 2017-2018年度シーズン（第15回）
9月2日開幕。2018年平昌オリンピック開催に伴い、シーズンを例年の3月終了ではなく1月中の終了に短縮して行われた。
参加チーム
チャイナドラゴンが撤退。
結果
- サハリンがロシア勢として初のレギュラーリーグ1位を獲得し、リーダーズフラッグを得た。
- アニャンハルラが3年連続5回目の優勝。

| 順位 | レギュラーリーグ         | プレーオフ             |
| ---- | ------------------------ | ---------------------- |
| 1    | サハリン                 | アニャンハルラ         |
| 2    | アニャンハルラ           | 王子イーグルス         |
| 3    | 東北フリーブレイズ       | サハリンシーライオンズ |
| 4    | 日光アイスバックス       | 東北フリーブレイズ     |
| 5    | 王子イーグルス           | 日光アイスバックス     |
| 6    | デミョンキラーホエールズ |                        |
| 7    | 日本製紙クレインズ       |                        |
| 8    | High1                    |                        |

### 2018-2019年度シーズン（第16回）
9月1日開幕。直後の9月6日に北海道胆振東部地震発生に伴い、震源が王子イーグルスホームの苫小牧市に近いための余震の懸念と、日本製紙クレインズ、王子イーグルスの練習用リンクが停電で氷の融解するなどの被害が起きたことを踏まえ、王子イーグルスの韓国アウェー6試合及び王子イーグルス対日本製紙クレインズ2試合の計8試合が延期される
結果
- デミョンキラーホエールズがチームとして初のレギュラーリーグ1位を獲得。
- サハリンがロシア勢として初の総合優勝。
- シーズン途中12月にHigh1の翌シーズンアジアリーグからの撤退、2月に日本製紙クレインズの廃部が発表される。
- プレーオフセミファイナル第1戦日本製紙クレインズ対デミョンキラーホエールズの試合がリーグ記録となる第3オーバータイム13:03までもつれる大熱戦となった。[26](それまでの記録は2006-2007シーズンプレーオフファーストラウンド第1戦の王子製紙対日光アイスバックスの第2オーバタイム11:19[27]）

| 順位 | レギュラーリーグ         | プレーオフ               |
| ---- | ------------------------ | ------------------------ |
| 1    | デミョンキラーホエールズ | サハリン                 |
| 2    | サハリン                 | 日本製紙クレインズ       |
| 3    | アニャンハルラ           | デミョンキラーホエールズ |
| 4    | 日本製紙クレインズ       | アニャンハルラ           |
| 5    | 王子イーグルス           | 王子イーグルス           |
| 6    | High1                    |                          |
| 7    | 日光アイスバックス       |                          |
| 8    | 東北フリーブレイズ       |                          |

### 2019-2020年度シーズン（第17回）
8月31日開幕。
昨年度企業チームとしては休部となった日本製紙クレインズの受け皿として、東北海道アイスホッケークラブ合同会社が運営・結成されたクラブチーム「ひがし北海道クレインズ」の参加を承認。High1が脱退したため、今季は1チーム減の7チームが参加し、全6回総当たり（1チーム当たり36試合）のレギュラーシーズンリーグを行ったのち、上位4チームによるプレーオフ（セミファイナル3戦2勝制、ファイナル5戦3勝制）で優勝を決定する。
なお日本製紙の企業チーム廃部を受け、時事通信社の2019年2月11日付の報道によると、アジアリーグから日本勢が撤退し、クレインズを含む日本の4チーム+新規参入クラブ若干数を交えて、日本アイスホッケーリーグを復活させる動きがあるが、アジアリーグ主催者はこれについて否定的見解を示している。
結果
- サハリンがロシア勢として2年ぶりのレギュラーリーグ優勝。
- 新型コロナウイルス拡大懸念を受け、2月29日から開催予定だったプレーオフファイナルが中止。

| 順位 | レギュラーリーグ         | プレーオフ               |
| ---- | ------------------------ | ------------------------ |
| 1    | サハリン                 | サハリン・アニャンハルラ |
| 2    | アニャンハルラ           | サハリン・アニャンハルラ |
| 3    | 王子イーグルス           | 王子イーグルス           |
| 4    | デミョンキラーホエールズ | デミョンキラーホエールズ |
| 5    | ひがし北海道クレインズ   |                          |
| 6    | 日光アイスバックス       |                          |
| 7    | 東北フリーブレイズ       |                          |

### 2020-2021年度シーズン（第18回）
横浜GRITSの新規参入を承認。
新型コロナウィルスの蔓延により、韓国・ロシアからの招待チームの参戦が見送りとなり、2003－04年の日本アイスホッケーリーグ以来17年ぶりに日本国内の5チームのみで争う「アジアリーグ・ジャパンカップ」を代替大会として開催した。

### 2021-2022年度シーズン（第19回）
前年度に続き新型コロナウィルスの蔓延が続いていることから、外国からの招待参加を見送り、日本国内の5チームのみによる「アジアリーグ・ジャパンカップ」を2年連続で代替開催することになった。

### 2022-2023年度シーズン　(第20回)
9月3日開幕。
2019-2020シーズン以降、新型コロナウイルス蔓延のため海外チームの参加が見送られてきたが、2シーズンぶりに安養ハルラが復帰し、日本5チーム、韓国1チームの各チーム年間40試合以上のフルパケージでの国際リーグ戦が再開された。尚、PSKサハリンはロシアのウクライナ侵攻の影響で除名された。
参加チーム
シーズン開始直後、安養ハルラがHLアニャンアイスホッケークラブへと改称。ユニフォームやロゴデザインの一部変更があったものの、運営会社やホームリンクの変更はない。
結果
- HLアニャンが7度目の優勝。

| 順位 | レギュラーリーグ           | プレーオフ                 |
| ---- | -------------------------- | -------------------------- |
| 1    | HLアニャン                 | HLアニャン                 |
| 2    | レッドイーグルス北海道     | レッドイーグルス北海道     |
| 3    | H.C.栃木日光アイスバックス | H.C.栃木日光アイスバックス |
| 4    | ひがし北海道クレインズ     | ひがし北海道クレインズ     |
| 5    | 横浜GRITS                  |                            |
| 6    | 東北フリーブレイズ         |                            |

### 2023-2024年度シーズン　(第21回)
9月16日開幕。

### 2024-2025年度シーズン　(第22回)
9月7日開幕。

## 放送
2004-2005シーズンまでは一部の試合がスカイ・Aにて放送されてきた。同チャンネルでは開局当初から日本アイスホッケーリーグを全てフォローしてきた。
2005-2006シーズンから、スカイ・Aによるアジアリーグの試合の放送は行われなくなった。同チャンネルのinfo！sky・Aという情報番組で時折取り上げられるだけとなった。
2006-2007シーズンは、Yahoo!動画によるダイジェストが配信されるのみだった。
2007-2008シーズンからは、EXスポーツによる試合放送が開始されることになった。（全試合ではなく、予選からプレーオフまで20試合程度を原則毎週水曜日23時を初回として録画中継する）
2008-2009シーズンの放送は、前述のEXスポーツでの試合放送に加え、ひかりTVによる録画中継が行われた。放送内容はEXスポーツと重複する試合も多かったが、プレーオフでは日本開催の試合が全て放送された。
2011-2012シーズン以降は、EXスポーツでの放送が継続されると共に、更にJ SPORTSで1度の集結戦を2試合中継している。
毎年、NHK北海道ローカルでは道内開催1試合が生中継されている。
2018-2019シーズンの中継は、EXスポーツなどでの放送が継続されると共に以下のチーム公式サイトによる配信にてインターネット配信されている。
・東北フリーブレイズはホームゲームを八戸テレビ放送で一部中継しており、インターネット配信の応援.TVでも配信される。
・日光アイスバックスは公式Twitter、FacebookアカウントからPodcastで、試合中継の配信を行っている。
・韓国国内の試合はインターネット放送局のON THE SPORTSで放映されている他、アニャンハルラはチーム公式youtubeチャンネルでの配信も行っている。
2022-2023シーズンよりリーグ公式動画配信サイト「アジアリーグアイスホッケーTV」が開設され、公式戦全試合の有料ライブ配信が始まった。

### 実況
- 加藤じろう
- 森田政仁（元北海道テレビ放送アナ）
- 加瀬征弘（朝日放送より出向　現・ディレクター）
- 河田浩兒（EXスポーツ版）
- その他朝日放送、北海道テレビ放送（=北海道地区の試合のみ）のスポーツアナウンサーが出演